# Gheorghe Doja, Ialomița
Gheorghe Doja là một xã thuộc hạt Ialomița, România. Dân số thời điểm năm 2002 là 2852 người.